# 山埜井喜美枝
山埜井 喜美枝（やまのい きみえ、1930年（昭和5年）2月5日 - 2019年（令和元年）6月18日）は、日本の歌人。本名は廣津喜美枝（ひろつ きみえ）。配偶者は歌人の久津晃（くづ あきら）。

## 概要
古語を駆使してうたいあげる軽快で、華麗な作風が特徴。伸びやかで楽しい旅の歌やゆったりした飲食（おんじき）のうたが、日本語の奥深い歴史を感じさせるのはこの歌人の言語感覚の幅の広さを物語っている。また、年齢や生死に関わることを詠むときも、切羽詰まったような感情は見られず、余裕をもってこの世の現実に対した歌人であった。

## 経歴
- 1930年（昭和5年）旧旅順市（現: 中華人民共和国）生まれ
- 1945年（昭和20年）旅順高等女学校卒業
- 1956年（昭和31年）「未来」入会
- 1980年（昭和55年）「未来」退会、同人誌「飈」創刊
- 1985年（昭和60年）現代歌人協会会員
- 1986年（昭和61年）-2010年（平成22年）　福岡市文学賞運営委員
- 1986年（昭和61年）-2000年（平成12年）　福岡市民芸術祭市民文芸運営委員
- 1992年（平成4年）-2012年（平成24年） 　讀賣新聞西部本社版文芸時評短歌担当
- 1999年（平成11年）-2005年（平成17年）　福岡県歌人会初代会長
- 1999年（平成11年）　　　　　　　　　　　　日本文藝家協会会員
- 2000年（平成12年）-2016年（平成28年）　NHK福岡文化センター講師
- 2011年（平成23年）-2016年（平成28年）　福岡市文学賞選考委員
- 2016年（平成28年）同人誌「飈」127号をもって終刊。
- 2019年（令和元年）　筑紫歌壇賞に「山埜井喜美枝賞」創設。

## 受賞歴
- 1979年（昭和54年）　第10回福岡市文学賞
- 2004年（平成16年）　第19回詩歌文学館賞・第29回福岡市文化賞

## 略歴
以下の通り
- 1930年（昭和5年）2月5日　旧旅順市（中華人民共和国）に生まれる。
- 1936年（昭和11年）、旅順第一尋常高等小学校入学。
- 1937年（昭和12年）腹膜炎を患い、虚弱体質となり、祖母の庇護を受けて育つ。読書と作文を好んだ。
- 1942年（昭和17年）旅順高等女学校入学。前年、太平洋戦争が始まったため英語の授業がなくなったことにショックを受ける。この年、祖母逝去。
- 1943年（昭和18年）腎炎で休学。復学後は不適格者として勤労動員に参加できず、肩身の狭い思いで通学した。読書に明け暮れ、百人一首に耽溺する日々を過ごす。
- 1945年（昭和20年）旅順で敗戦を迎える。旅順高等女学校卒業。強制立ち退きで、大連に追われる。北満に単身赴任していた父は帰らず、三人の弟との母子家庭生活がその後三年間続く。
- 1947年（昭和22年）引揚者として、母の故郷大分県に帰る。
- 1956年（昭和31年）「未来」入会。この頃、久津晃、石田比呂志と出会う。
- 1958年（昭和33年）石田比呂志と結婚。
- 1962年（昭和37年）二度目の胆石手術。上京後、夫とともにキャバレーのレジ係として働く。昭和49年に東京を離れるまで転居6回。
- 1974年（昭和49年）大分県中津市に、ひとあし先に帰っていた夫を追って帰郷。第一歌集『やぶれがさ』上梓。
- 1975年（昭和50年）石田比呂志と離婚。自立を目指して福岡市へ転居。出発の日「未来賞」受賞の報を受ける。
- 1978年（昭和53年）第二歌集『多多良』上梓。久津晃と結婚し、小二、中一の二人の娘の母となる。
- 1979年（昭和54年）『多多良』により第10回福岡市文学賞受賞
- 1980年（昭和55年）「未来」を退会し、同人誌「飈」を創刊する。
- 1985年（昭和60年）現代歌人協会会員になる。
- 1986年（昭和61年）第三歌集『呉藍』上梓。この年、福岡市文学賞運営委員、福岡市民芸術祭市民文芸運営委員になる。
- 1989年（平成元年）母逝去。
- 1990年（平成2年）父逝去。
- 1991年（平成3年） 第四歌集『六花』上梓。
- 1992年（平成4年）讀賣新聞西部本社版文藝時評短歌欄を担当する。
- 1994年（平成6年）第五歌集『火渡り』上梓。
- 1997年（平成9年）第六歌集『かひやぐら』上梓。歌集『やぶれがさ・多多良』合本上梓。
- 1999年（平成11年）第七歌集『歩神』上梓。福岡県歌人会初代会長に就任。日本文藝家協会会員になる。
- 2000年（平成12年）福岡市民芸術祭市民文芸運営委員辞去。NHK福岡文化センター講師。
- 2003年（平成15年）第八歌集『はらりさん』上梓。
- 2004年（平成16年）『はらりさん』で第19回詩歌文学館賞受賞。第29回福岡市文化賞受賞。この年、筑紫歌壇賞を創設し、同賞選考委員に就任する。
- 2005年（平成17年）福岡県歌人会会長を辞去する。
- 2007年（平成19年）『山埜井喜美枝歌集』上梓。
- 2010年（平成22年）福岡市文学賞運営委員を辞去する。
- 2011年（平成23年）福岡市文学賞選考委員に就任する。
- 2012年（平成24年）讀賣新聞西部本社版文藝時評短歌欄担当を辞去する。
- 2013年（平成25年）夫、久津晃氏、肝臓癌のため逝去。
- 2016年（平成28年）福岡市文学賞選考委員、NHK福岡文化センター講師を辞去する。この年、同人誌「飈」、127号をもって終刊となる。
- 2019年（令和元年）6月18日、呼吸不全のため逝去。89歳[3]。第16回筑紫歌壇賞に「山埜井喜美枝賞」が創設される。

## 歌集一覧
- 第一歌集『やぶれがさ』　短歌研究社　1974
- 第二歌集『多多良』　　　短歌研究社　1978
- 第三歌集『呉藍』　　　　不識書院　　1986
- 第四歌集『六花』　　　　不識書院　　1991
- 第五歌集『火渡り』　　　砂子屋書房　1994
- 第六歌集『かひやぐら』　砂子屋書房　1997
- 第七歌集『歩神』　　　　砂子屋書房　1999
- 第八歌集『はらりさん』　砂子屋書房　2003
- 第九歌集『じふいち』　　短歌研究社　2006
- 第十歌集『月の客』　　　角川書店　　2011
- 歌集『やぶれがさ』「多多良」合本　　本田企画　　1997
- 山埜井喜美枝歌集　現代短歌文庫第63回配本　　砂子屋書房　　2007